# Takayuki Chano
Takayuki Chano (Ichikawa, 23 de novembro de 1976) é um ex-futebolista profissional japonês, que atuava como defensor.

## Carreira

### JEF United
Takayuki Chano se profissionalizou no 	JEF United Ichihara, em 1995 atuando até 2004, em sua primeira passagem.

## Seleção
Takayuki Chano integrou a Seleção Japonesa de Futebol na Copa da Ásia de 2004, sendo campeão. E disputou a Copa das Confederações de 2005.

## Títulos
Japão
- Copa da Ásia: 2004